# Michel Waldschmidt

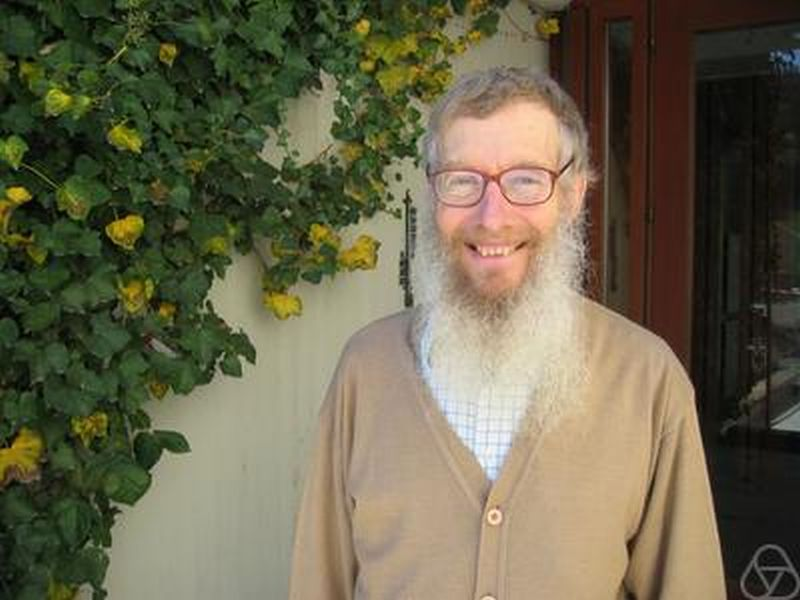
Michel Waldschmidt 2007

Michel Waldschmidt (* 17. Juni 1946 in Nancy) ist ein französischer Mathematiker, der sich mit Zahlentheorie und im Spezifischen mit transzendenten Zahlen beschäftigt.

## Leben
Waldschmidt ging in Nancy zur Schule (Lycée Henri Poincaré) und studierte an der Universität Nancy (Abschluss 1968). Er wurde 1972 an der Universität Bordeaux bei Jean Fresnel promoviert (Indépendance algébrique de nombres transcendants), wo er 1971/72 Attaché de Recherche des CNRS war. Danach war er Lehrbeauftragter in Orsay und 1972/73 Maître de conférences an der Universität Paris VI (Pierre et Marie Curie), wo er auch 1973 Professor wurde und seitdem blieb. Waldschmidt war außerdem Gastprofessor unter anderem an der École normale supérieure. Er ist Mitglied des Institut de mathématiques de Jussieu in Chevaleret.
Waldschmidt ist einer der führenden Experten für die Theorie transzendenter Zahlen und diophantischer Approximationen.
1974 erhielt er die Albert-Chatelet-Medaille und 1978 die Silbermedaille der CNRS. 1980 erhielt er den Prix Marquet der Académie des sciences und 1986 den Distinguished Award der Hardy-Ramanujan-Gesellschaft. 2001 bis 2004 war er Präsident der französischen mathematischen Gesellschaft. Er ist Mitglied der europäischen und US-amerikanischen mathematischen Gesellschaft und der Ramanujan Mathematical Society.
Er setzt sich für internationalen Wissenschaftler- und Studentenaustausch ein und ist seit 2005 Vizepräsident des in dieser Richtung aktiven mathematischen Forschungsinstituts CIMPA in Nizza. In diesem Zusammenhang reiste er weltweit sehr viel. Er ist Koordinator der Zusammenarbeit auf mathematischem Gebiet zwischen Frankreich und Indien.
Zu seinen Doktoranden zählen Éric Reyssat und Daniel Bertrand.

## Schriften
- Nombres transcendants. (= Lecture Notes in Mathematics. 402). Springer, Berlin u. a. 1974, ISBN 3-540-06874-0.
- Nombres transcendants et groupes algébriques (= Astérisque. 69/70, ISSN 0303-1179). Société Mathématique de France, Paris 1979, (online; 2. Auflage. ebenda 1987).
- Transcendence Methods (= Queens Papers in Pure and Applied Mathematics. 52, ISSN 0079-8797). Queen’s University, Kingston Ont. 1979.
- Mit Jean-Marc Luck, Pierre Moussa, Claude Itzykson (Hrsg.): From Number Theory to Physics. Lectures given at the Meeting „Number Theory and Physics“, held at the „Centre de Physique“, Les Houches, France, March 7–16, 1989. Springer, Berlin u. a. 1992, ISBN 3-540-53342-7.
- Diophantine approximation on linear algebraic groups. Transcendence properties of the exponential function in several variables (= Grundlehren der mathematischen Wissenschaften. 326). Springer, Berlin u. a. 2000, ISBN 3-540-66785-7.